# Jean-Pierre Gras
Jean-Pierre Gras, né le 27 avril 1879 à Villeneuve-lès-Avignon et mort le 25 février 1964 à Avignon, est un sculpteur, céramiste et peintre français.

## Biographie
Jean-Pierre Gras, né le 27 avril 1879 à Villeneuve-lès-Avignon, est le fils de Félix Gras (1844-1901), capoulié du Félibrige.
Ses premières œuvres connues sont datées de 1908, date à laquelle Jean-Pierre Gras est sollicité pour être l'un des sculpteurs des bustes en hermès du square de Félibres à Sceaux. Il réalise d'abord celui de Sextius Michel, puis en 1913, celui de Maurice Faure. 
Puis il sculpte les deux statues monumentales de Corneille et Molière qui ornent l'entrée de l'opéra d'Avignon et devient professeur aux Beaux-Arts de cette ville au cours des années 1940. Ses peintures (aquarelles et huiles) ont pour thèmes des natures mortes, des portraits (femmes et habitants de Saint-Didier) et des nus. Il fait partie, dès sa fondation, par Clément Brun, du groupe des Treize qui impulsa la renaissance de la peinture avignonnaise.

## Œuvres
Huiles
- Tête de femme (1929).
- Nature morte à l'aubergine (1929).
- Autoportrait (1930).
- Mont Ventoux (1933).
- Nature morte aux pommes (1934).
- Bouquet de fleurs (1942 et 1946).

Dessins
- Les Florets : le gros rocher de la Fougairasse, sanguine sur papier (1924).
- Femme assise (1925).
- Le Cantonnier (1929.
- Nu couché (1930).
- Barque rouge (1949).
- Nus (1950).

Estampes
- Étude de tête (sd).

Céramiques et terres-cuites
- Le Commodore (1929).
- Ninfe e fauni (1911).
- Les Deux fillettes (1917).
- Prométhée (sd).
- Buste de Chopin (sd).

Sculpture
- Danseuse aux cymbales, bronze (1912).
- Marocaine au collier, plâtre (1913).
- Buste du savant entomologiste Jean-Henri Fabre, plâtre (1913) exposé au 1er Salon rhodanien en 1928.
- Monument à Joseph Roumanille, oncle de l'artiste, statue en bronze érigée en 1914 à Saint-Remy-de-Provence à l'angle de l'avenue Albert Gleizes et de la route du Rougadou[6].
- Deux bas-reliefs cantonnant le portail du lycée Victor Hugo à Carpentras (1925).
- Crucifix, bronze (1927).
- Monument à Frédéric Mistral, buste érigé à Avignon en 1930 pour le centenaire du poète.
- La Fillette à la poupée, marbre (1935).
- Buste du mime Séverin (Séverin Caffera), cimetière de Sauveterre[Quand ?].